# Fahrradsicherheitswimpel

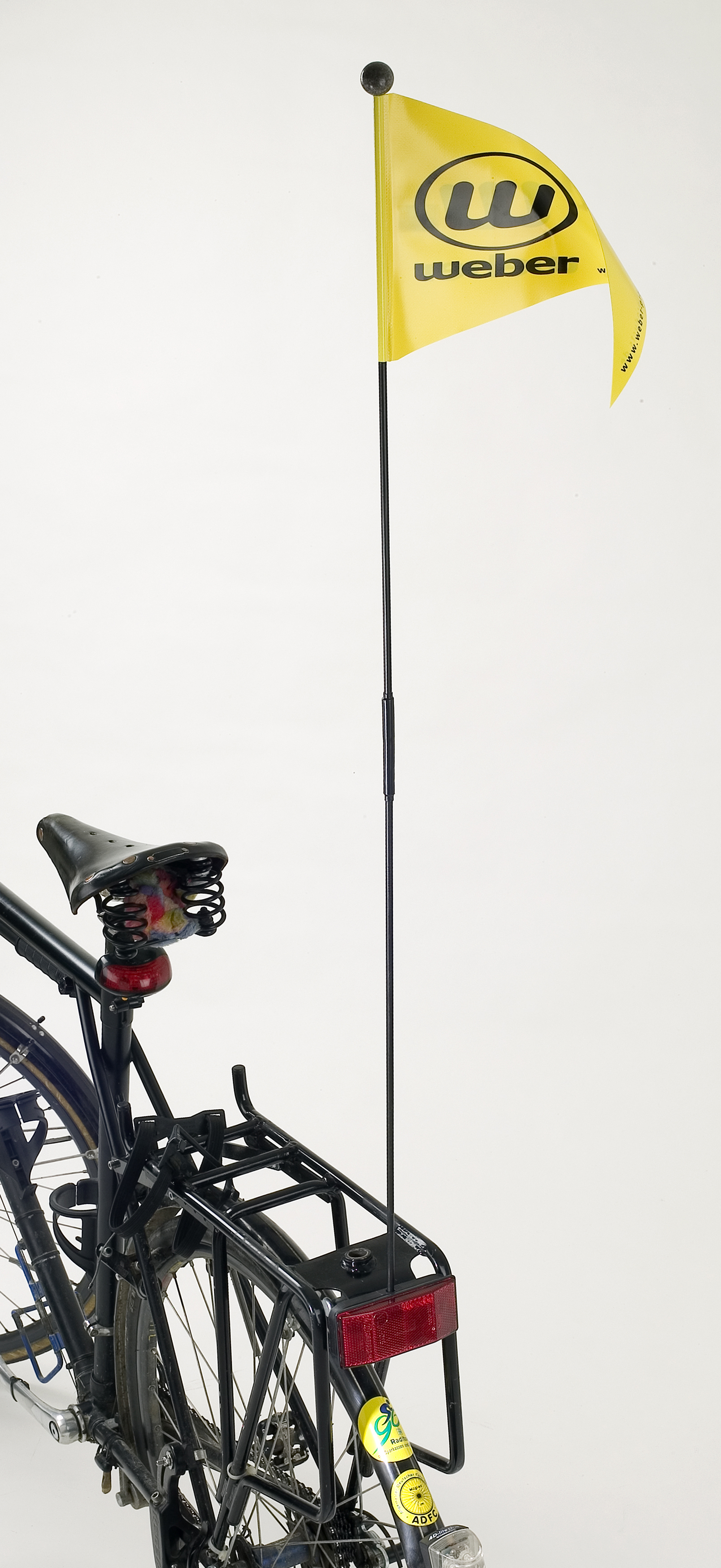
Fahrradsicherheitswimpel, zweiteilig

Ein Fahrradsicherheitswimpel (auch Fahrradwimpel, Sicherheitswimpel oder nur Wimpel genannt) wird am Fahrrad, Liegerad, Fahrradanhänger, Rollstuhl, Schneefahrzeug etc. befestigt und dient zur Erhöhung der Sicherheitsreserve der Verkehrsteilnehmer – insbesondere von Kindern.
Fahrradsicherheitswimpel sind in Deutschland seit etwa Anfang der 1990er Jahre auf dem Markt, sie werden oft mit aktuellen Motiven bedruckt. Bereits Ende der 1980er Jahre wurden die niederspurigen Big Wheel-Dreiräder in den Vereinigten Staaten mit leuchtroten Wimpeln an langen Fiberglasstangen für andere Verkehrsteilnehmer kenntlich gemacht.
Verkehrsverbände wie der Verkehrsclub Deutschland (VCD) empfehlen solche Wimpel für Kinder bis etwa 12 Jahren.
Fahrradsicherheitswimpel sollten folgende Eigenschaften aufweisen:
- Wimpelhöhe so, dass er über die PKW-Dächer hinaus sichtbar ist,
- ummantelte Glasfaserstange, damit auch nach einem Bruch eine Hautverletzung durch Glasfasersplitter verhindert wird,
- eine oben angebrachte leichte und elastische Sicherheitskugel verhindert Gesichtsverletzungen.
- Darüber hinaus sollen alle Komponenten die EU-Richtlinien für gesundheitlich unbedenkliche Stoffe erfüllen.

## Andere Bedeutungen
Fahrradwimpel werden auch durch die Deutsche Verkehrswacht schon seit Jahrzehnten für die erfolgreich bestandene Radfahrausbildung in den  Grundschulen vergeben, meist verbunden mit der Aushändigung von Fahrradpässen, Aufklebern oder anderen Accessoires. Druck, Material und Ausführung der Wimpel unterscheiden sich zum einen nach dem jeweiligen Bundesland, zum anderen stellt der Ehrenwimpel eine Sonderform dar, den es nur bei voller Punktzahl in theoretischer und praktischer Prüfung gibt. Diese Form des Fahrradwimpels dient in erster Linie nicht zur Signalisierung einer Gefahrenquelle im Straßenverkehr, sondern zur Kenntlichmachung entsprechend ausgebildeter radfahrender Schulkinder, vor allem aber sind sie als positiver Verstärker zu verstehen.